# Gheorghe Băcuț
Gheorghe Băcuț (n. 12 iulie 1927, Oradea, România – d. 11 iunie 1974, Oradea, România) a fost un fotbalist român. A fost campion al României cu UTA Arad și cu Dinamo București.

## Palmares
- De trei ori câștigător al Diviziei A (1946-1947, 1947-1948, 1955)
- Câștigător al Cupei României (1947-1948)